# Festividad de Qingming

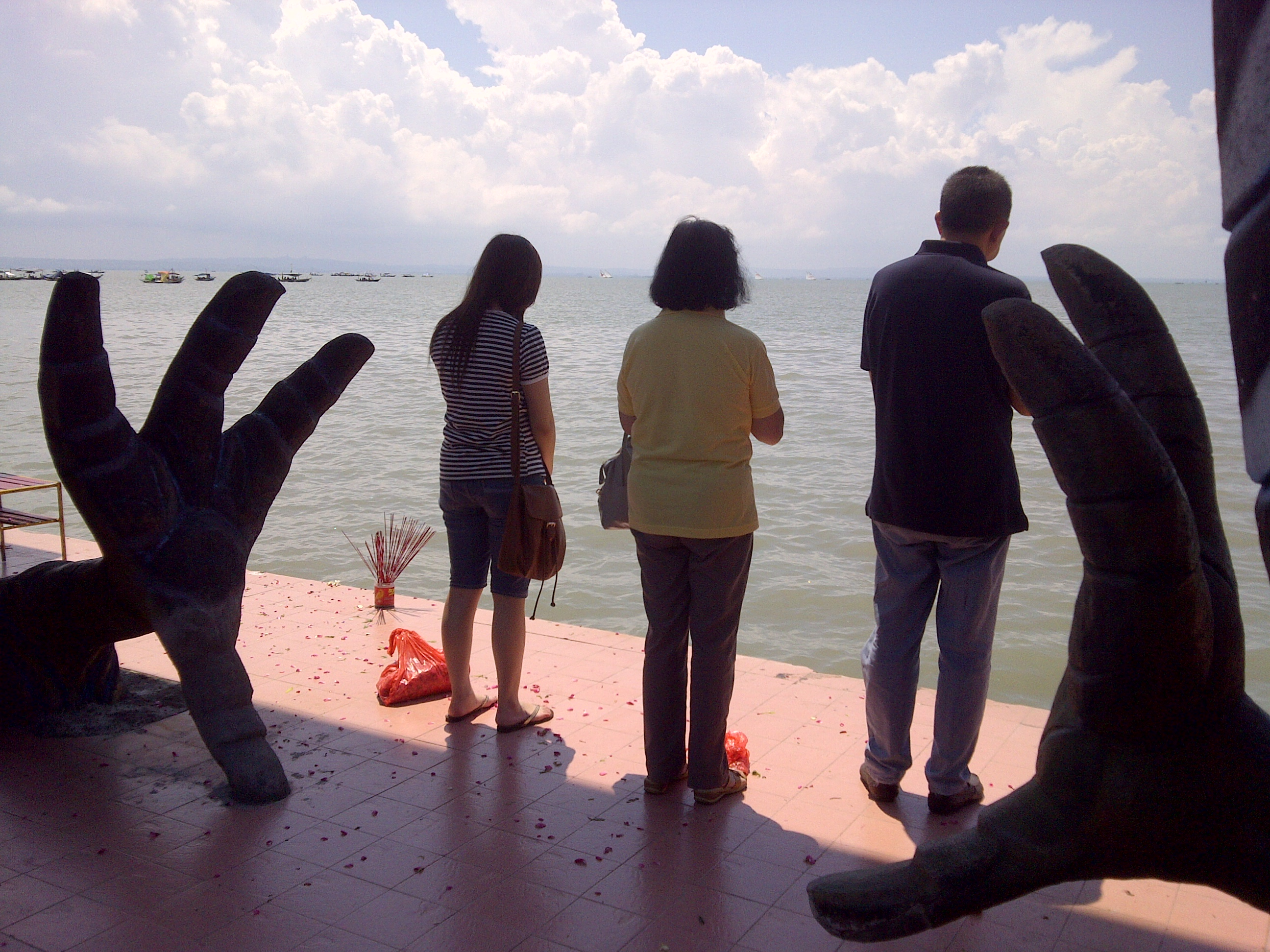
Una familia rezando por sus antepasados en el templo de Sanggar Agung, durante la festividad de Qingming.

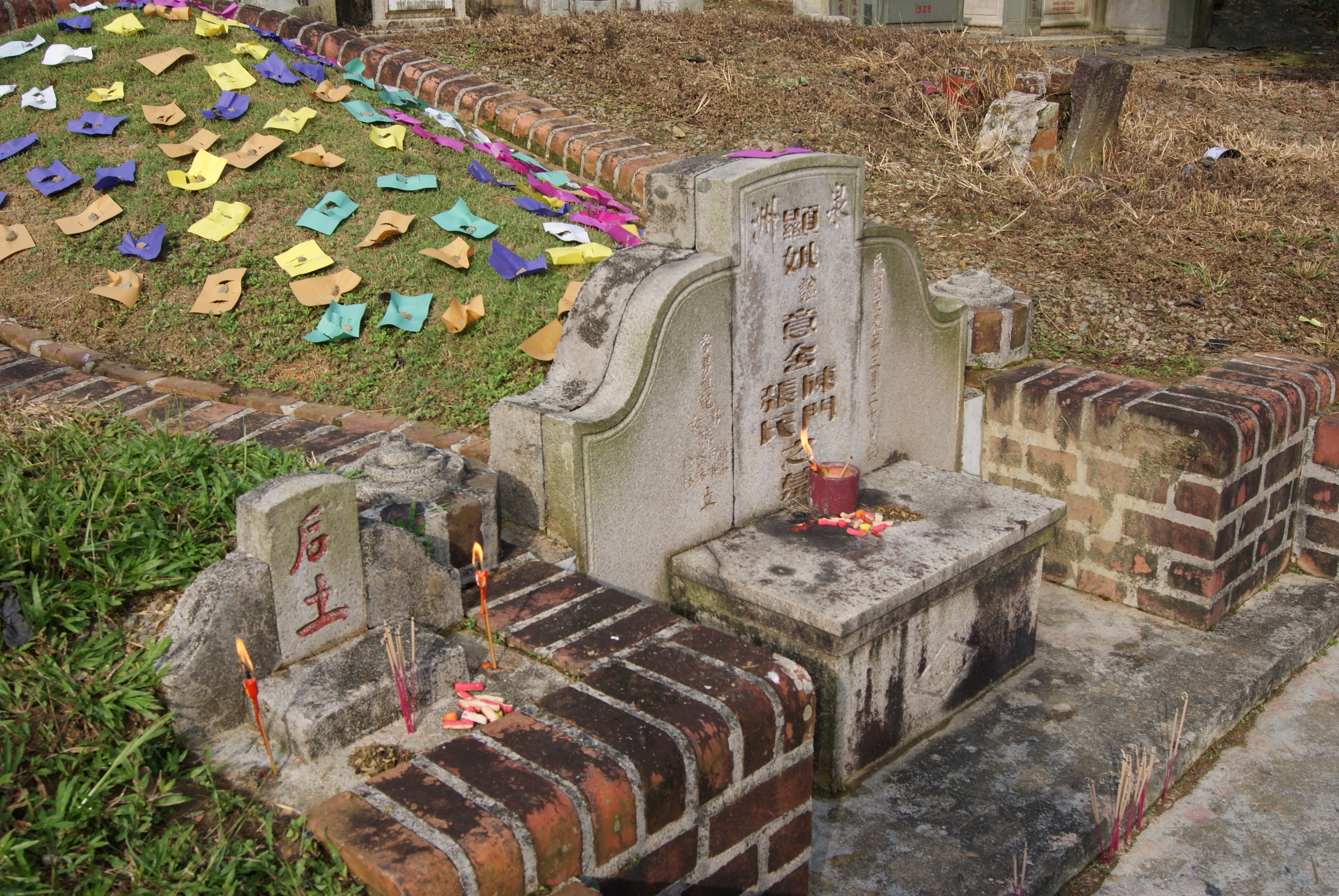
Grupos de colores alrededor de una tumba en el cementerio de Bukit Brown en la festividad de Qingming.

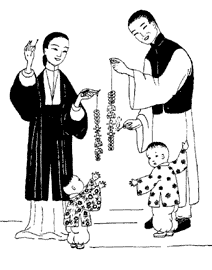
Dibujo donde una familia china prepara los billetes para quemarlos en las tumbas.

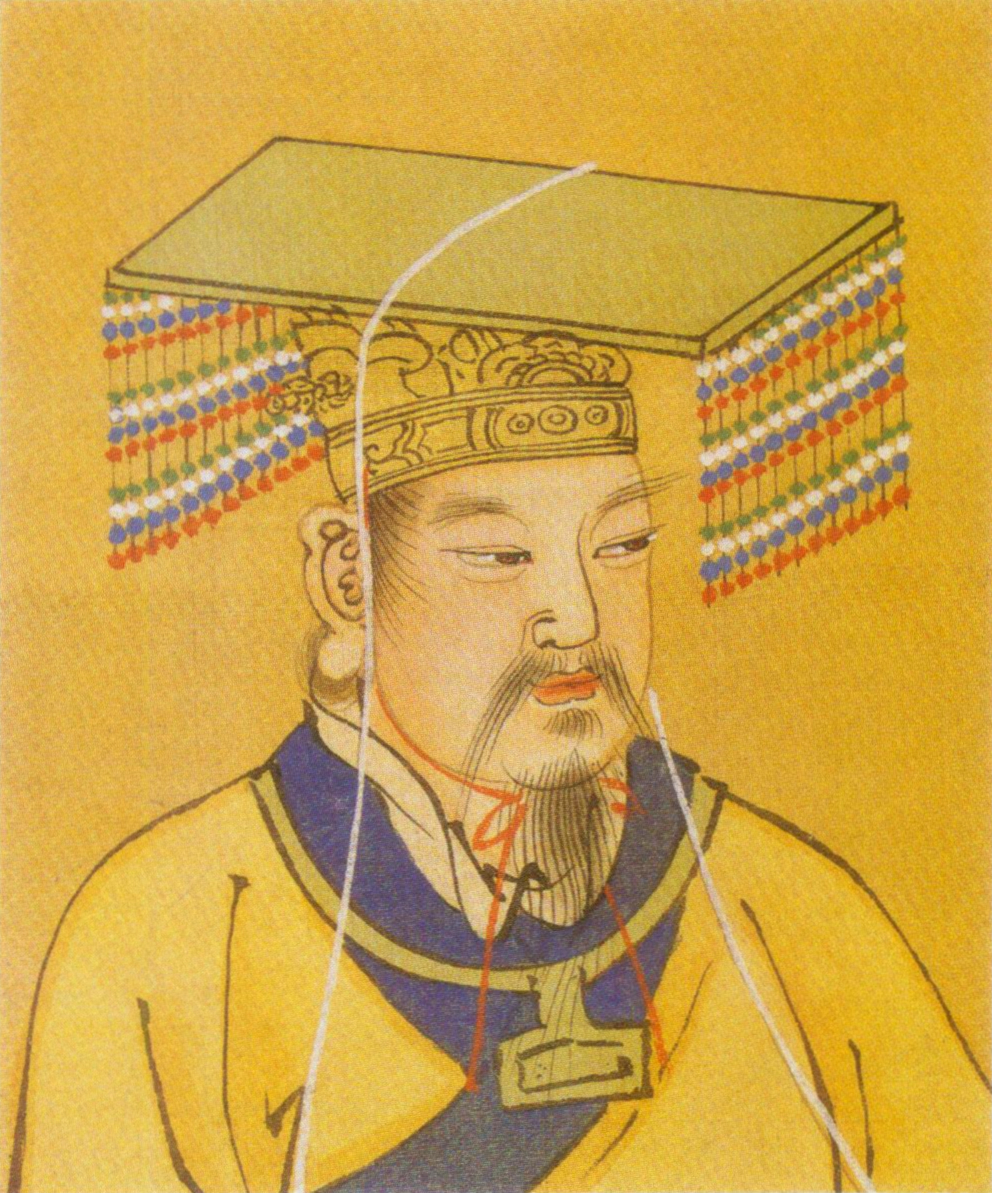
Huangdi o Huang Di, más conocido como el Emperador Amarillo.

La festividad de Qingming (清明节/清明節, qīng míng jié), también denominada día de limpieza, día de tumbas o día de los muertos, se celebra en China el primer día del quinto periodo solar, es decir el decimoquinto día después del equinoccio de primavera, que suele caer entre el 4 y el 6 de abril.
En esta festividad se ofrece alimentos a los fallecidos, se reza por ellos y se limpian sus tumbas. Las ofrendas típicas incluyen platos de comida tradicional y quemado de barritas de incienso y de papel dorado o plateado denominado dinero de espíritus.
Taiwán solía celebrar un día festivo el 5 de abril para conmemorar la muerte de Chiang Kaishi ese día en 1975, pero con el declive de la popularidad de Chan, ese acuerdo no se respeta. Allí se consume un dulce llamado caozaiguo o shuchuguo, elaborado con madreselva. 
En las islas Ryukyu se celebra una fiesta similar, llamada Shimi en el idioma local.
Los orígenes del Festival Qingming se remontan a hace más de 2500 años, aunque su desarrollo ha cambiado considerablemente. En 2008 se convirtió en día festivo en China continental, donde se asocia con el consumo de qingtuan, un dumpling verde elaborado con arroz pegajoso y ajenjo chino o hierba de cebada.

## Actividades de la festividad

### Visitas a los cementerios
Una de las actividades que se realizan en este día festivo es la visita a los cementerios donde las familias chinas queman ofrendas de papel en honor a sus antepasados fallecidos. Como norma general, se usan réplicas de dinero, coches y ropa pero también se pueden ver una gran variedad de figuras en papel.

### Excursiones a la montaña
Otra de las actividades que la población china realiza de forma tradicional en esta festividad es acudir a la montaña de Mianshan, que es la cuna de la herencia cultural nacional del país: la festividad Qingming. Está situada en la ciudad de Jiexiu, en la provincia central de Shanxi, a 137 km al sur de Taiyuan y a 125 km al norte de Linfen.

### Rituales en conmemoración al Emperador Amarillo
En Xi´an, capital de la provincia de Shaanxi, se realiza un ritual en conmemoración a la figura del Emperador amarillo, reconocido antepasado del pueblo Han. A la ceremonia asisten altos funcionarios de la parte continental de China y de Taiwán.

## Orígenes
El festival evolucionó a partir del Festival de la Comida Fría o Hanxi, que se celebraba en memoria de Jie Zui, un noble del Estado de Jin (actual Shanxi) durante el periodo de primavera y otoño. En medio de la agitación de Li Ji, siguió a su maestro, el príncipe Chonger, al exilio entre las tribus Di y por toda China en 655 a. C. Supuestamente, una vez incluso cortó la carne de su muslo para dar de comer a su amo sopa.
El significado actual de la fiesta se atribuye al emperador Xuanzong de la dinastía Tang. Se ha informado de que los ciudadanos chinos ricos han estado celebrando demasiadas ceremonias extravagantes y ostentosamente caras para honrar a sus antepasados. En el 732 d. C., Xuanzong intentó frenar la práctica declarando que tales honores sólo podían concederse oficialmente una vez al año, en Qingming.

## En pintura
El famoso pergamino Qingming de la dinastía Song atribuido a Zhang Zeduan puede representar la ciudad de Kaifeng, capital de la dinastía Song, pero no incluye ninguna actividad asociada a la festividad, y el término "Qingming" puede no referirse a la festividad.